# 983 Gunila
983 Gunila este un asteroid din centura principală, descoperit pe 30 iulie 1922, de Karl Reinmuth.